# Mordred

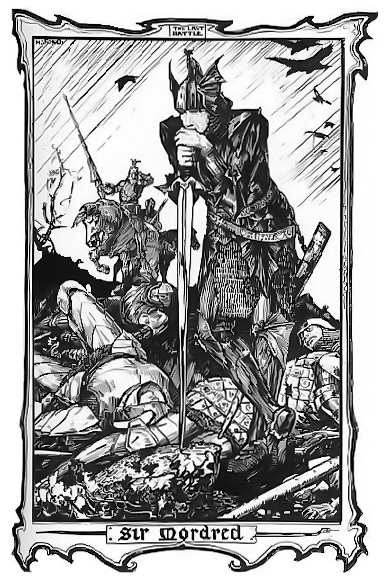
Sir Mordred romantikus ábrázolása (1902)

Sir Mordred brit lovag, a mondabeli Arthur Pendragon király törvénytelen fia, aki féltestvérétől, Lady Morgan LeFay-től (Morgana Le Fay) született.

## Származása
A legenda elbeszélése szerint Morgan, aki anyai nagynénje, Vivian főpapnő gyámsága alatt töltötte gyermekéveit a mesebeli és varázslatos Avalon szigetén, amikor már fiatal lánnyá serdült, részt kellett vennie egy ősi, hagyományos beavatási szertartáson. A rítus szerint a lány úgy nyer beavatást az ősi, kelta hit követőinek sorába, hogy az a szerencsés fiatalember, aki azon az éjszakán a legfürgébbnek és legügyesebbnek bizonyul, és levadássza az erdő legszebb szarvasát, jogot nyer arra, hogy elvegye a fiatal lány ártatlanságát. Egész este álarc fedi mindkettejük arcát, így nem ismerhetik meg a másik kilétét. Pont így történhetett meg, hogy Artúr és nővére nem tudták egymásról, hogy kicsodák, s megfogant Mordred, a fiuk, aki születése után állítólag Morgan másik anyai nagynénje, Morgause otthonában nevelkedett, aki az orkneyi Lót király felesége volt.

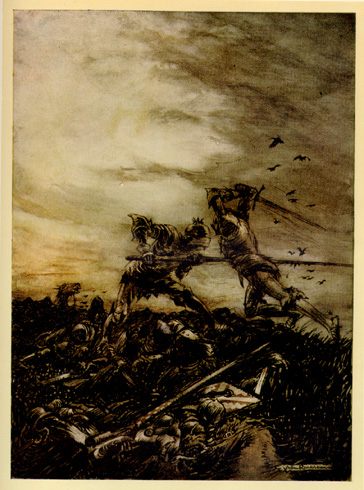
Artúr és Mordred végső összecsapása (Arthur Rackham rajza, 1917.)

## Mordred és Arthur
Mordred létezéséről apja mit sem sejtett, egészen addig, amíg az ifjúvá serdült fiú fel nem kereste idősödő atyját annak Camelot nevű várában. Mordred elmondta Artúrnak, hogy ő Lady Morgan és a király fia. Morgause varázserejének köszönhetően Ginevra, Artúr felesége házasságuk sok éve alatt képtelen volt gyermeket szülni férjének. A gonosz asszony azért bocsátott átkot a királynéra, hogy Artúr kénytelen legyen majd Mordred-et megnevezni trónörökösnek, aki mindig is úgy tekintett Morgause-ra, mint egy édesanyára. Ezt a ragaszkodó szeretetet kihasználva akarta az asszony kielégíteni mérhetetlen hatalomvágyát, mivel azt tervezte, ha Mordred trónra lép, ő majd anyakirálynőként tündökölhet mellette.
Mivel Artúr látta, hogy a gőgös és keményszívű Mordred-ből úgysem válhatna jó király, megtagadta tőle, hogy örökösének tegye meg, aki erre nyíltan szembeszegült apja akaratával, és követelte jogos jussát, a koronát. Sereget szervezett a királytól elforduló nemesekből, és a camlann-i ütközetben fegyvert fogott Artúr ellen.
A legenda szerint közelharc bontakozott ki apa és fia között, s előbb Mordred döfte a királyba kardját, aki még utolsó erejével leszúrta a forrófejű ifjút, majd pedig szinte egyszerre haltak meg mindketten a csatamezőn, így hát Lady Morgan egyszerre gyászolhatta egyetlen fiát, és szeretett öccsét is.